# 和田聡子
和田 聡子（わだ さとこ、1977年1月16日 - ）は元最高位戦日本プロ麻雀協会所属の女性プロ雀士。東京都出身、現在埼玉県桶川市とさいたま市大宮区で雀荘「めろんの樹」を経営している。

## 人物・来歴
- 調理師免許、栄養士免許所持。
- 大阪ドームの受付嬢、ミス着物、ミス奈良、ブライダルモデルなどを経て、上京。
- モンド21の「理想雀士道場」という企画番組で片山まさゆきの弟子となり、テレビ初対局。配牌が毎回良い事から「配牌女王めろん畑さとこ」と片山に命名される。
- 最高位戦日本プロ麻雀協会に合格、麻雀プロになり、モンド21麻雀プロリーグでは個人戦で準優勝が5回。現在は退会してフリープロ。
- 血液型はB型。

## プロフィール
- かつてミス奈良に選ばれたこともあり、美人女流プロとしても有名である。
- テレビ対局で3回、役満をあがっている。

## 作品

### 一般DVD
- プロ麻雀リーグ 女流雀士編（2005年3月30日、エイベックス）
- プロ麻雀リーグ 役満編（2005年3月30日、エイベックス）

## 出演

### テレビ
- モンド21麻雀プロリーグ（MONDO21）